# Sankichi Ozaki
Sankichi Ozaki (尾崎 三吉, Ozaki Sankichi, 1912-1994) est un photographe japonais.